# Alicia Plaza
Alicia Plaza (Caracas; 30 de abril de 1957) es una actriz y cantante venezolana que ha participado en numerosas telenovelas tanto venezolanas como estadounidenses.

## Biografía
Se interesó por el arte desde una edad temprana.Su plan inicial dedicarse a la danza.
El dramaturgo José Ignacio Cabrujas habló con el padre de Alicia para que pudiera ingresar en la actuación.
Dedicada a la actuación desde sus 20 años,partió su carrera actuando de manera simultánea en teatro, cine y televisión.
Debutó en 1978 con la obra de teatro El juego que todos jugamos de Alejandro Jodorowsky y la telenovela El ángel rebelde en RCTV. Luego grabó la telenovela Rosángela. 
Cuando participó en El rebaño de los ángeles (1979), dirigido por Román Chalbaud, significó varios premios a la actriz.
El primer protagónico que obtuvo fue en Mosquita muerta, realizada en 1982.Ese mismo año participó en ¿Qué pasó con Jacqueline? y Jugando a vivir. 
Otros de sus papeles son Bienvenida Esperanza, Pobre diabla, coprotagonista en Por estas calles, Alejandra, Ilusiones, Hay amores que matan entre muchos más.
Inició en el mundo de la música en el Show del Bolero junto a las actrices Elba Escobar, Dalila Colombo y el recordado Manolo Manolo.

## Trayectoria
- Un esposo para Estela (Venevisión, 2009) en el personaje de Priscila.
- Pecados ajenos (Telemundo, 2007 - 2008) en el personaje de Mónica Rojas.
- Acorralada (Venevisión en Miami, 2007) en el personaje de Bruna Pérez.
- Mi vida eres tú (Venevisión en Miami, 2006) en el personaje de Adela Ozora viuda de Aristizábal.
- Chao Cristina (RCTV, 2006) en el personaje de Lucía.
- Atenea y Afrodita (película).
- Decisiones (2005) en el episodio "Las tentaciones de Camila".
- Negra consentida (RCTV, 2004) en el personaje de Herminia Meaño de Nascimiento.
- La guerra de los sexos (Venevisión, 2003) - Concursante
- Trapos íntimos (RCTV, 2002) en el personaje de Beba Solís.
- La soberana (RCTV, 2001) en el personaje de Rosa Ozores.
- Hay amores que matan (RCTV, 2000) en el personaje de Mónica de Montenegro.
- 100 años de perdón (película de 1998) en el personaje de Rita.
- Reina de corazones (RCTV, 1998) en el personaje de Virtudes Rodríguez de Vegas.
- Los amores de Anita Peña (RCTV, 1996).
- Ilusiones (1995) en el personaje de Vestalia Arismendi.
- Alejandra (RCTV, 1994) en el personaje de Ileana.
- Por estas calles (RCTV, 1992) en el personaje de Elisa Gil.
- Pobre diabla (Canal 13, 1990) en el personaje de Bárbara.
- El atentado (película de 1985) en el personaje de la doctora Mariela Santana.
- La graduación de un delincuente (1985) en el personaje de Maury.
- Adiós Miami (película de 1984) en el personaje de Yajaira Fernández.
- Bienvenida Esperanza (RCTV, 1983) en el personaje de Melissa Acuña.
- La casa de agua (película de 1983) en el personaje de Consuelo Méndez.
- Los criminales (película de 1982).
- Jugando a vivir (RCTV, 1982) en el personaje de Eloísa Peña.
- ¿Qué pasó con Jacqueline? (RCTV, 1982).
- Mosquita muerta (RCTV, 1982).
- Rosángela (Venevisión, 1979) en el personaje de Rosita.
- El rebaño de los ángeles (película de 1979) en el personaje de Sonia Vásquez.
- El ángel rebelde (RCTV, 1978) en el personaje de María de los Ángeles Vargas "La Española"

## Premios
Premio Municipal de Actriz de Cine (1981).
Premio de la Asociación Nacional de Autores Cinematográficos de Venezuela como Mejor Actriz de Reparto (1999).
Premio Casa del Artista como Actriz del Año en todas las categorías (1999).
Premio de la Sociedad Amigos del Perú como Mejor Actriz (2008).

## Vida personal
Sus padres se divorciaron cuando sus hermanos y ella eran jóvenes.Su padre es Gonzalo.
Su abuelo Juan Bautista Plaza fue un importante músico venezolano. Su madre era cantante.
Tiene 4 hermanos. Su hermana menor falleció en un accidente cuando esta actriz tenía 15 años.
Se enamoró del actor venezolano Omar Omaña cuando la actriz tenía apenas 20 años mientras grababan la telenovela Rosángela.
Se casó dos veces, su primer esposo se llama Eduardo y esta actriz tenía en ese momento 35 años.Tiene dos hijos llamados Carlos Eduardo y Adriana.